# 李传信
李传信（1926年11月22日—2005年10月11日），原清华大学党委书记，长期负责思想政治工作。

## 生平
李传信于1926年出生，1945年进入西南联合大学电机系学习，1948年11月加入中国共产党，1950年毕业于清华大学电机系，同年9月任北京师范大学党总支副书、北京市高校党委干事。1953年回到清华，历任无线电系党总支书记、系主任、校党委常委。文革后任教务处处长、校党委常委、教务长。1981年任校党委副书记，1982年任副校长，1984年3月任代理党委书记，7月任党委书记，1988年9月卸任。2005年10月11日逝世。
曾当选中共十三大代表。